# Dolichoderus taprobanae
Dolichoderus taprobanae är en myrart som först beskrevs av Smith 1858.  Dolichoderus taprobanae ingår i släktet Dolichoderus och familjen myror.

## Underarter
Arten delas in i följande underarter:
- D. t. borneensis
- D. t. ceramensis
- D. t. friedrichsi
- D. t. gracilipes
- D. t. obscuripes
- D. t. siamensis
- D. t. taprobanae
- D. t. tonkinus